# Goran
Goran je moško osebno ime.

## Izvor imena
Ime Goran je prišlo k nam iz hrvaškega oziroma srbskega govornega področja. Je tvorjenka na -an iz imena Gora, ki je izpeljano iz besede gora.

## Različice imena
- moške oblike imena: Goranče, Gorančo, Goranko, Gorijan, Gorislav, Gorjan, Gorjančo, Goroljub, Goroslav
- ženske oblike imena: Gora, Gorana, Goranka, Gorica, Gorislava, Gorjana, Gorka

## Tujejezikovne oblike imena
- pri Hrvatih: Goran
- pri Srbih: Горан

## Pogostost imena
Po podatkih Statističnega urada Republike Slovenije je bilo na dan 31. decembra 2007 v Sloveniji število moških oseb z imenom Goran: 3.093. Med vsemi moškimi imeni pa je ime Goran po pogostosti uporabe uvrščeno na 80. mesto.

## Osebni praznik
Osebe z imenom Goran lahko godujejo 23. februarjaa (Montan /Goran/ Toledski, španski škof, † 23. feb. 531), ali pa 24. februarja (Montan /Goran/, afriški mučenec, † 24. feb. 259).